# Plchovice
Plchovice (en allemand : Pilchowitz) est une commune du district d'Ústí nad Orlicí, dans la région de Pardubice, en Tchéquie. Sa population s'élevait à 67 habitants en 2024.

## Géographie
Plchovice se trouve à 6 km au nord-nord-est du centre de Choceň, à 18 km au nord-ouest d'Ústí nad Orlicí, à 29 km à l'est de Pardubice et à 125 km à l'est de Prague.
La commune est limitée par Kostelecké Horky au nord et à l'est, par Bošín et Újezd u Chocně au sud, et par Choceň à l'ouest.

## Histoire
La première mention écrite de la localité date de 1342.

## Administration
La commune se compose de deux sections :
- Plchovice
- Smetana

## Galerie

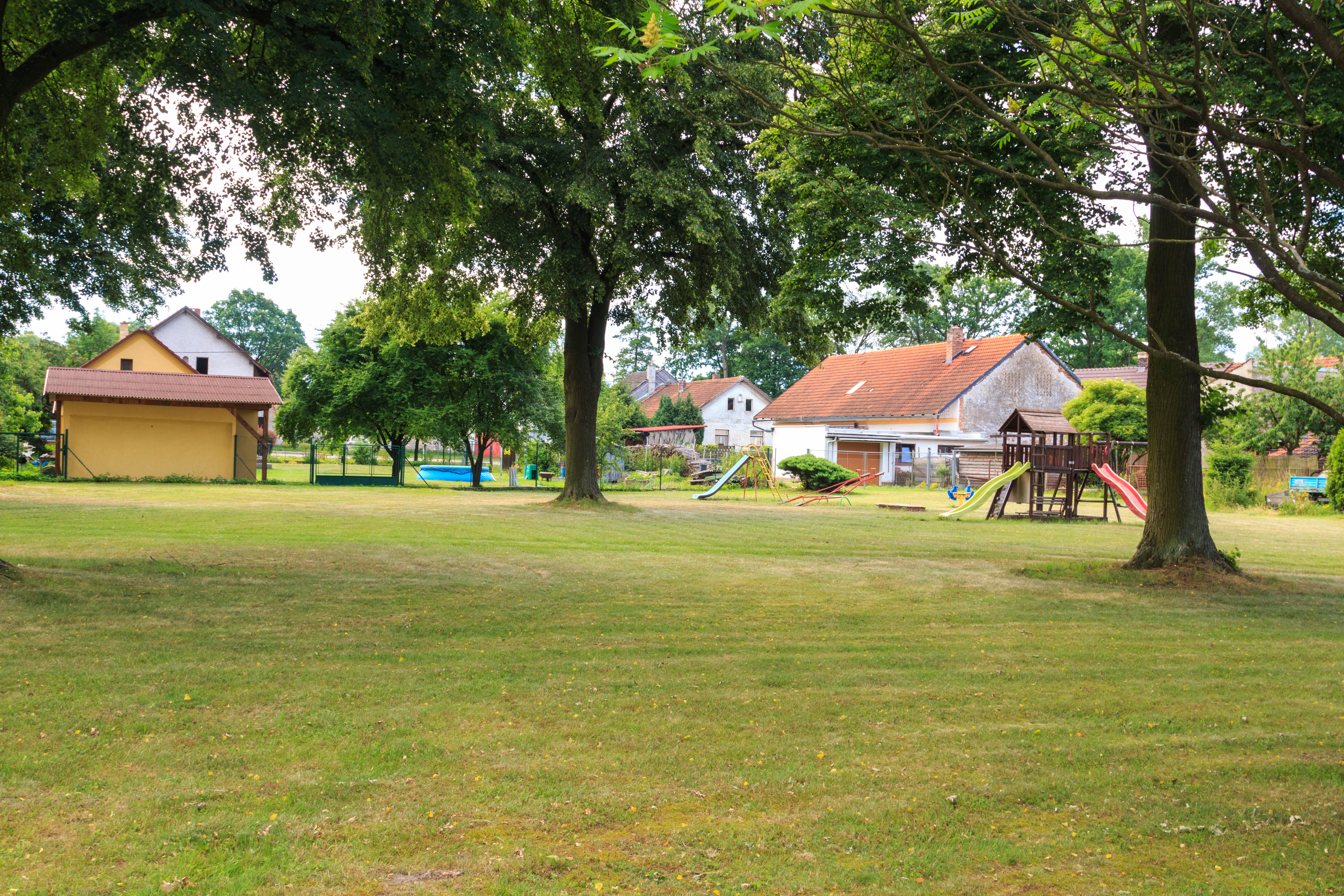
Centre de Plchovice.
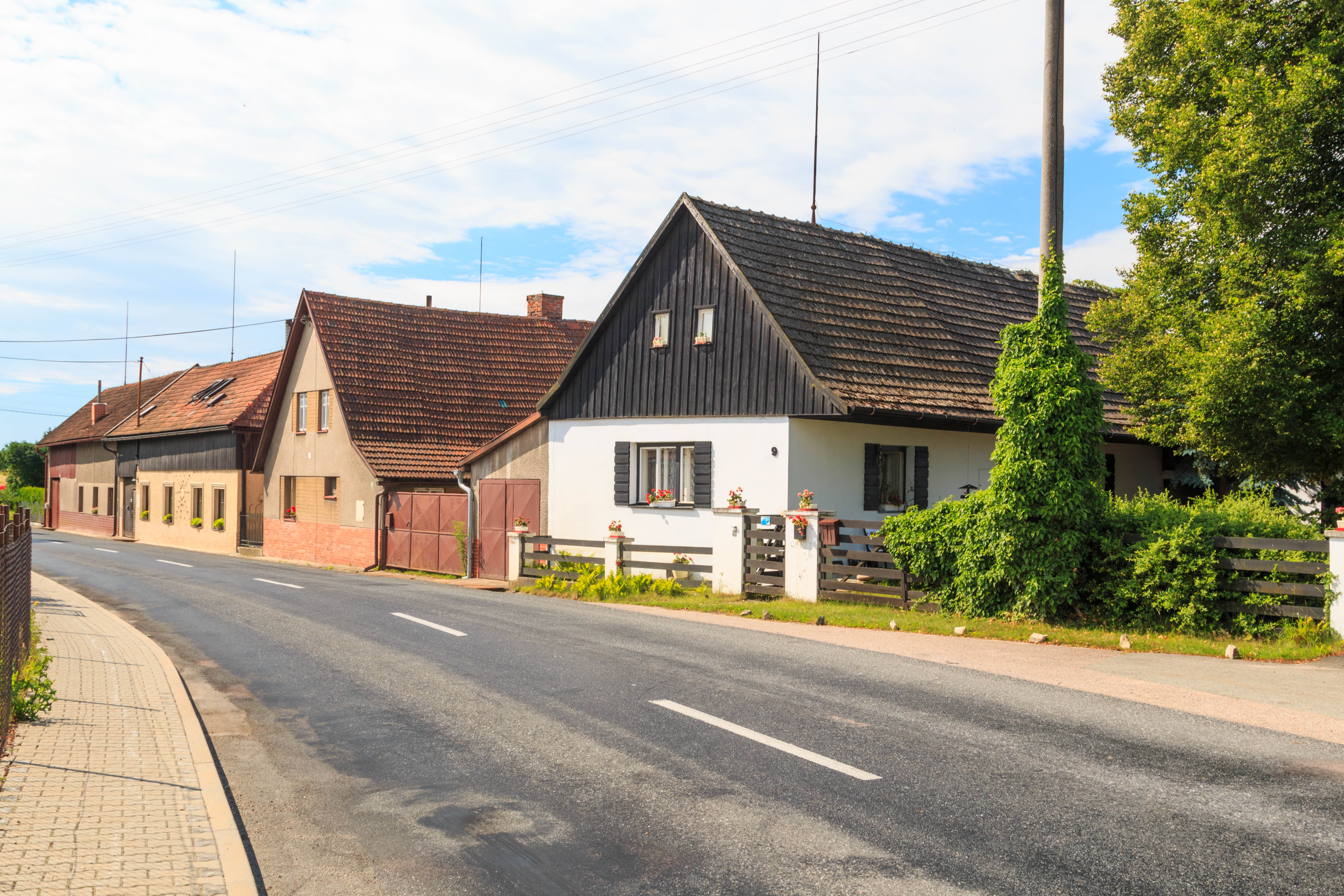
Smetana.

## Transports
Par la route, Plchovice trouve à 6 km de Choceň, à 25 km d'Ústí nad Orlicí, à 40 km de Pardubice et à 149 km de Prague. 